# Teoctistus
Teoctistus – książę Neapolu w latach ok. 818 – 821.
Po śmierci Antymiusza wybuchła w Neapolu wojna o sukcesję z powodu dużej liczby pretendentów do książęcego tronu. Antymiusz nie dał arystokracji swej zgody na wybór następcy, więc Neapol pozostał wraz z jego śmiercią bez księcia de iure. Ludność, widząc niepewność arystokracji, opanowała Praetorium z pomocą wyższych warstw hierarchii wojskowej i zmusiła swych władców do wysłania delegacji na Sycylię z prośbą o nowego księcia spośród tamtejszych patrycjuszy, którzy mieli władzę nad Ducatus Neapolitanus.
Wraz z wyznaczeniem Teoctistusa na wolne stanowisko, Neapol został ponownie wciągnięty pod bizantyjskie wpływy. Teoctistus właściwie był dowódcą wojskowym i rozpoczął okres wojen w księstwie. Mimo to został zastąpiony przez innego księcia z Sycylii – Teodora II, który przybył do Neapolu w 821.